# Mike (Hahn)

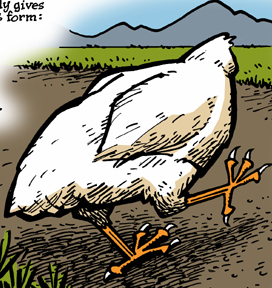
Zeichnung von Mike the Headless Chicken

Mike, im Englischen auch Mike the Headless Chicken oder Miracle Mike (* April 1945; † März 1947), war der Name eines Hahns, der noch 18 Monate, nachdem ihm der Kopf fast ganz abgeschlagen worden war, weiterlebte. Nach der Veröffentlichung der Geschichte kamen Zweifel an ihr auf. Die Universität Utah bestätigte jedoch die Echtheit des Falles.

## Enthauptung
Am Montag, dem 10. September 1945, enthauptete der Farmer Lloyd Olsen aus Fruita, Colorado den fünfeinhalb Monate alten Hahn. Weil die verwendete Axt aber zu klein war, verfehlte er die Halsschlagader. Ein Ohr und der Großteil des Stammhirns blieben ebenfalls intakt, weshalb Mike nicht starb. Die erste Nacht nach der Enthauptung verbrachte der Hahn mit dem Hals unter dem Flügel. Olsen beschloss daraufhin, Mike zu verschonen. Um sich Klarheit über den Zustand des Tieres zu verschaffen, brachte er eine Woche später den Hahn zur rund 400 km weit entfernten University of Utah in Salt Lake City. Die Studenten und Professoren untersuchten das Tier und konnten erklären, warum Mike noch lebte. Da das Stammhirn, das die lebenswichtigen Funktionen des Organismus steuert, noch funktionierte, konnte der Hahn noch unsicher laufen und sich auf einer Stange halten. Er versuchte ebenfalls sich zu putzen und zu krähen, obwohl kein Ton aus ihm herausdrang. Olsen fütterte ihn mit einer Mischung aus Milch und Wasser, die er mit einer Pipette direkt in die Speiseröhre tropfte. Wenn der Hahn an seinem eigenen Schleim zu ersticken drohte, wurde der Hals von den Olsens mit einer kleinen Spritze gereinigt. In den eineinhalb Jahren, in denen er ohne Kopf lebte, nahm er über ein Kilogramm zu. Zuletzt wog der Hahn beinahe vier Kilogramm.

## Ruhm
Nachdem sich die Neuigkeit herumgesprochen hatte, wurde Mike neben anderen Kuriositäten, wie einem zweiköpfigen Kalb, als Zirkusattraktion präsentiert. Er wurde für Dutzende Magazine und Zeitungen fotografiert. Mike konnte für 25 Cent besichtigt werden. In Spitzenzeiten verdienten die Olsens monatlich 4.500 US-$ (heute umgerechnet 50.000 $) mit dem Tier. Sein Wert wurde auf 10.000 $ geschätzt. Der überraschende Erfolg verleitete eine ganze Reihe von Landwirten dazu, ihre Hähne auf ähnliche Weise zu köpfen, um eine gleiche Attraktion zu erschaffen. Keines der Tiere überlebte allerdings länger als einen oder zwei Tage.

## Tod
Im März 1947 begann Mike mitten in der Nacht in einem Motel in Phoenix plötzlich zu würgen. Die Olsens hatten auf der Heimreise nach einer Tour vergessen, den Schleim aus Mikes Hals zu entfernen, sodass der Hahn erstickte.
Der Hahn wurde nach seinem Tod untersucht, wobei festgestellt wurde, dass die Axt die Halsschlagader verfehlt hatte und ein Blutgerinnsel ihn vor dem Verbluten bewahrt hatte.